# Estação Artilleros
Artilleros é uma estação da Linha 9 do Metro de Madrid .